# دریای زرد (فیلم)
دریای زرد (کره‌ای: 황해; لاتین‌نویسی اصلاح‌شده: Hwanghae) (به انگلیسی: The Yellow Sea) فیلمی اکشن محصول سال ۲۰۱۰ کرهٔ جنوبی به کارگردانی نا هانگ-جین است. دو نقش اصلی را در این فیلم کیم یون سوک و ها جونگ-وو ایفا می‌کنند. داستان فیلم دربارهٔ مردی است که از خانه خود در یانجی سیتی در چین به کره جنوبی می‌رود تا همسر گمشده خود را پیدا کند. او که به خاطر شرط‌بندی بدهی بالا آورده قبول می‌کند که برای یک گروه تبهکاری، قتل انجام دهد.
دریای زرد در ۲۲ دسامبر ۲۰۱۰ در کرهٔ جنوبی به نمایش درآمد. این فیلم به‌طور کلی نقدهای مثبتی را از طرف منتقدان دریافت کرد.

## بازیگران
- کیم یون سوک
- ها جونگ-وو
- جو سونگ ها

## انتشار
دریای زرد در بخش نوعی نگاه بازدهمین جشنواره فیلم کن و همچنین در فستیوال مونشن ۲۰۱۱ به نمایش درآمد.
حق پخش فیلم در استرالیا و بریتانیا به باونتی فیلم فروخته شد و فیلم در ۲۰ اکتبر ۲۰۱۱ در بریتانیا نمایش داده شد.

## فروش
فیلم در ۲۲ دسامبر ۲۰۱۰ در کره جنوبی نمایش داده شد و با ۱٫۰۵ میلیون بلیط در ۵ روز به صدر فیلم‌های پرفروش هفته رفت. در مجموع دریای زرد بیش از دو میلیون فروش بلیط در کرهٔ جنوبی داشت.